# 维莱卡博内勒
维莱卡博内勒（法語：Villers-Carbonnel，法語發音：[vilɛʁ kaʁbɔnɛl]），法国北部市镇，位于上法兰西大区索姆省，隶属于佩罗讷区，其市镇面积为7.66平方公里，2022年1月1日时人口数量为300人，在法国城市中排名第21,755位。
维莱卡博内勒位于索姆省中东部，索姆河左岸，D1017和D1029两条干线公路在此交汇。

## 地名来源
“Villers-Carbonnel”一名的来源及含义均尚有待考证。

## 历史

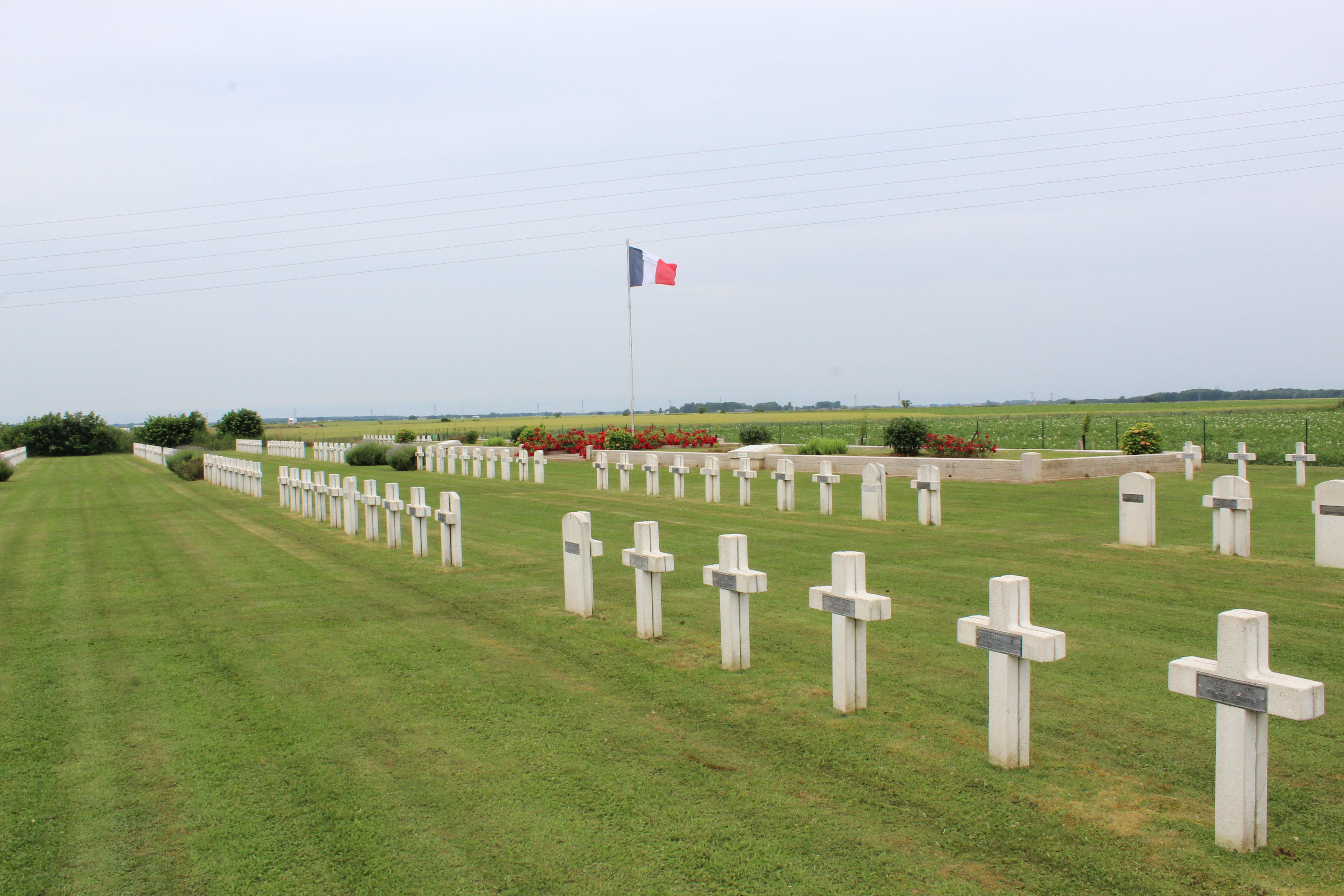
国家陵园

维莱卡博内勒的早期历史尚不清楚，该地境内曾发掘出一处新时期时期的孕期妇女雕像，被命名为“维莱卡博内勒之妇”（La dame de Villers-Carbonnel）。自中世纪以来，维莱卡博内勒长期为一处普通农业聚落。法国大革命后，维莱卡博内勒成为索姆省的一个市镇。1790至1794年间，阿普兰库尔（Appleincourt）和博尔尼（Borgny）两个市镇并入维莱卡博内勒。第一次世界大战期间，维莱卡博内勒所在的索姆河地区发生激烈战斗，战争结束后，维莱卡博内勒境内兴建了葬有2,285名烈士的国家陵园。

## 地理

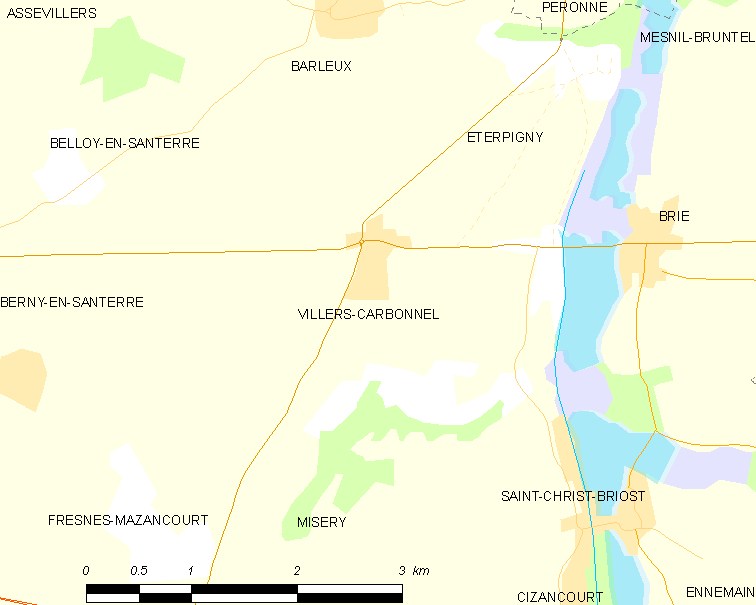
维莱卡博内勒市镇范围地图

维莱卡博内勒位于法国北部，上法兰西大区中部和索姆省中东部，距离省会亚眠大约45公里。与维莱卡博内勒接壤的市镇包括：巴尔勒、布里、桑泰尔地区贝卢瓦、桑泰尔地区贝尔尼、埃泰尔皮尼、弗雷讷-马藏库尔、米斯里和圣克里斯特-布里约斯特。

### 地形
维莱卡博内勒位于皮卡第平原腹地，境内以平原为主，市镇中心地势较为平坦，少量地带略有起伏，全境海拔在47到85米之间。

### 水文
索姆河干流自南向北流经维莱卡博内勒市镇东界，人工开凿与之平行的运河则从河流左岸穿过。

### 植被
维莱卡博内勒属于温带阔叶混交林区，林地多分布于沿河地带。
在鲜花城市的评比中，维莱卡博内勒暂未被评级。

### 气候
维莱卡博内勒在柯本气候分类法中属于温带海洋性气候（Cfb）。

## 行政区划
维莱卡博内勒的市镇编号为80801，邮政编号为80200。
在行政管理方面，维莱卡博内勒隶属于法国上法兰西大区索姆省佩罗讷区；在地方选举方面，维莱卡博内勒隶属于佩罗讷县，其市镇范围全境被划入索姆省第五选区；在社会管理方面，维莱卡博内勒是上索姆市镇公共社区的组成部分。
截至2024年6月，维莱卡博内勒市镇范围内暂无任何城市敏感街区及城市政策优先街区。
法国国家统计与经济研究所（简称）在进行数据统计时，未将维莱卡博内勒划入任何城市核心区（Unité urbaine）及城市区（Aire urbaine）。自2020年起，维莱卡博内勒被划入包含277个市镇的佩罗讷城市辐射区。此外，还将维莱卡博内勒市镇整体看作一个“块区”（IRIS），以便于统计人口分布情况。

## 交通

### 公路
索姆省省道D1017线和D1029线在维莱卡博内勒镇中心十字交汇，另有D35线和D62线经过维莱卡博内勒境内。上法兰西大区下属的索姆省城际客运742线、747线、750线和759线经停维莱卡博内勒，可通往亚眠、佩罗讷、绍讷、阿姆等地。
2020年，80.5%的维莱卡博内勒家庭拥有至少一辆私人汽车。2019年，维莱卡博内勒境内共发生各类交通事故1起，造成1人遇难，1人受伤。
| 13 | 4.5 |

| 亚眠 | 45 |

| 佩罗讷 | 8 |

| 鲁瓦 | 22 |

### 铁路
距离维莱卡博内勒最近的运营中的客运铁路车站为7公里外的上皮卡第TGV站，该站停靠前往里尔及法国西部和南部多个城市的高速列车。

### 航空
维莱卡博内勒距离博韦-蒂耶机场的普通公路里程大约87公里。

### 城市公共交通
截至2024年6月，维莱卡博内勒暂无城市公共交通系统。

## 政治

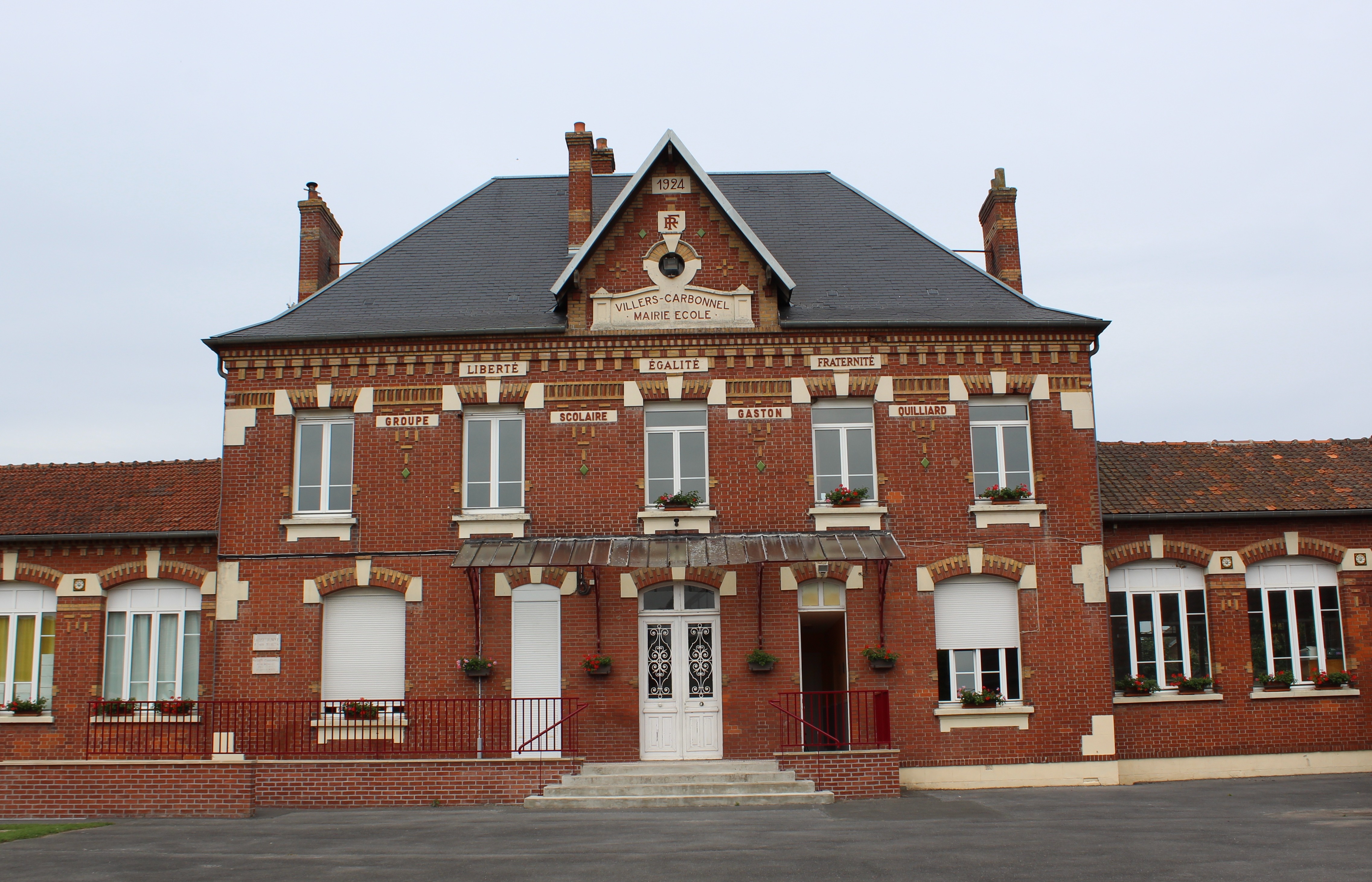
维莱卡博内勒市政厅

维莱卡博内勒的现任市长为格雷戈里·奥尔先生（Grégory ORR），他是一名无党派人士，在2020年的市政选举中获得了100%的支持率（无其他候选人）。
在2022年的法国总统大选的第二轮选举中，法国极右翼政党国民阵线主席玛丽娜·勒庞在维莱卡博内勒获得了61.96%的支持率。

## 人口
2021年，维莱卡博内勒市镇人口数量为304，在法国排名第21,755位。其中男性152人，女性160人，75岁及以上人口占3.6%，外籍人口数量为3人，人口密度为40人/平方公里，当地居民的称谓尚不清楚。2022年，维莱卡博内勒境内出生1人，死亡人口2人。
| 维莱卡博内勒1901年－2021年人口变化情况 |
|                                        |
| 数据来源：Cassini、INSEE               |

## 经济
截至2024年6月，维莱卡博内勒市镇范围内共有各类用人单位（包含自雇）35家，比2021年新增7家。

## 财政与居民收入
2022年，维莱卡博内勒的财政收入总额为266,790欧元，财政支出总额为190,770欧元，当年的债务总额为589,220欧元。2022年，维莱卡博内勒市镇通过物业税获得115,260欧元的收入。
| 维莱卡博内勒居民收入情况                         | 维莱卡博内勒居民收入情况 | 维莱卡博内勒居民收入情况 | 维莱卡博内勒居民收入情况 |
| 内容                                             | 维莱卡博内勒             | 法国                     | 统计年份                 |
| ------------------------------------------------ | ------------------------ | ------------------------ | ------------------------ |
| 征税家庭总数                                     | 126                      | 1,081（法国市镇平均）    | 2022年                   |
| 居民平均月收入                                   | 2,031欧元                | 2,435欧元                | 2022年                   |
| 高级职员人均月收入                               | 不详                     | 4,331欧元                | 2021年                   |
| 中级职员人均月收入                               | 不详                     | 2,470欧元                | 2021年                   |
| 普通职员人均月收入                               | 不详                     | 1,801欧元                | 2021年                   |
| 贫困率                                           | 不详                     | 14.5%                    | 2020年                   |
| 青壮年（15至64岁）失业率                         | 11.4%                    | 7.4%                     | 2020年                   |
| 征税家庭数量占比                                 | 39.1%                    | 45.5%                    | 2020年                   |
| 家庭年均纳税                                     | 2,400欧元                | 4,393欧元                | 2022年                   |
| 资料来源：INSEE、L'Internaute、Le Journal du Net |                          |                          |                          |

## 社会事务

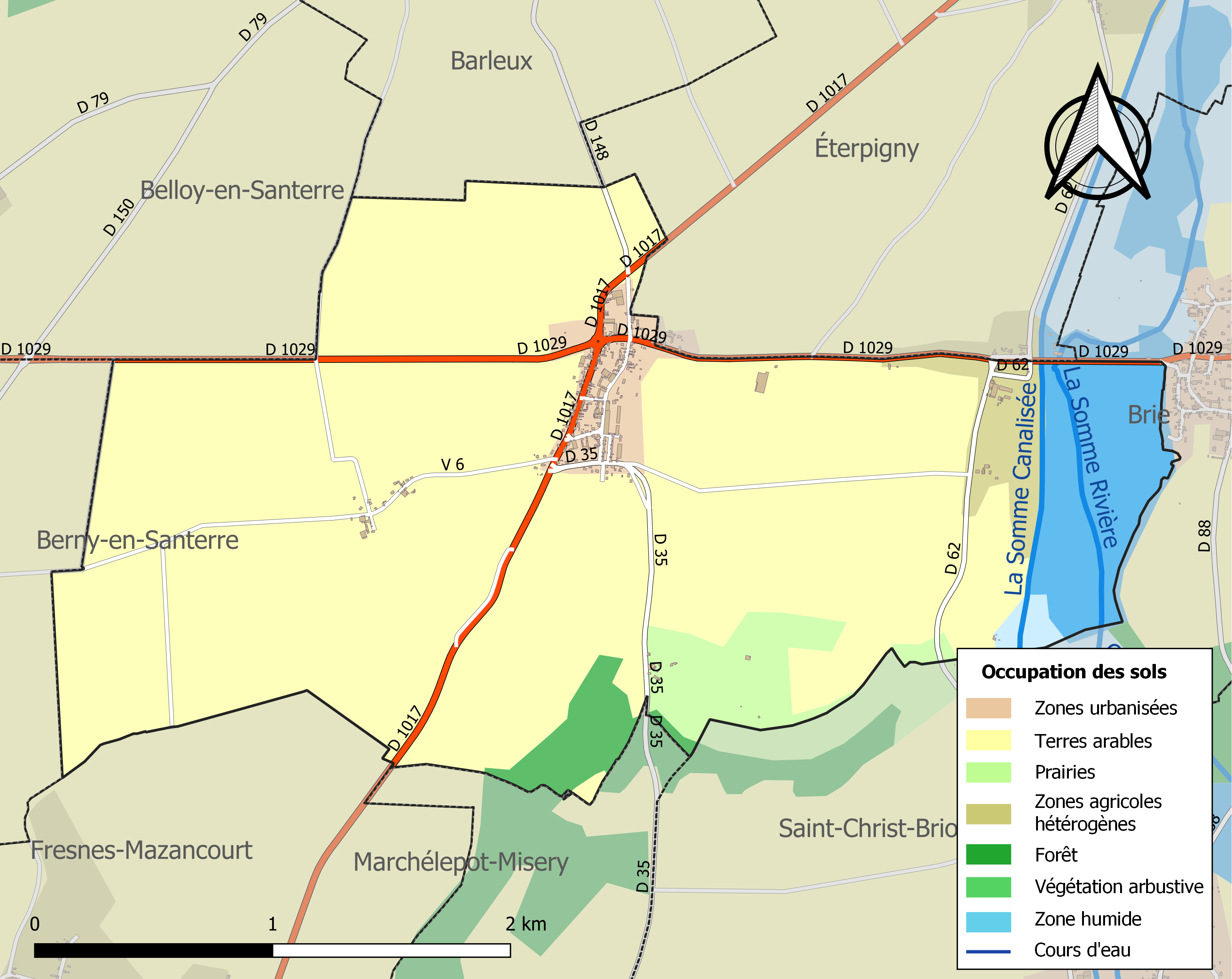
维莱卡博内勒土地利用情况地图

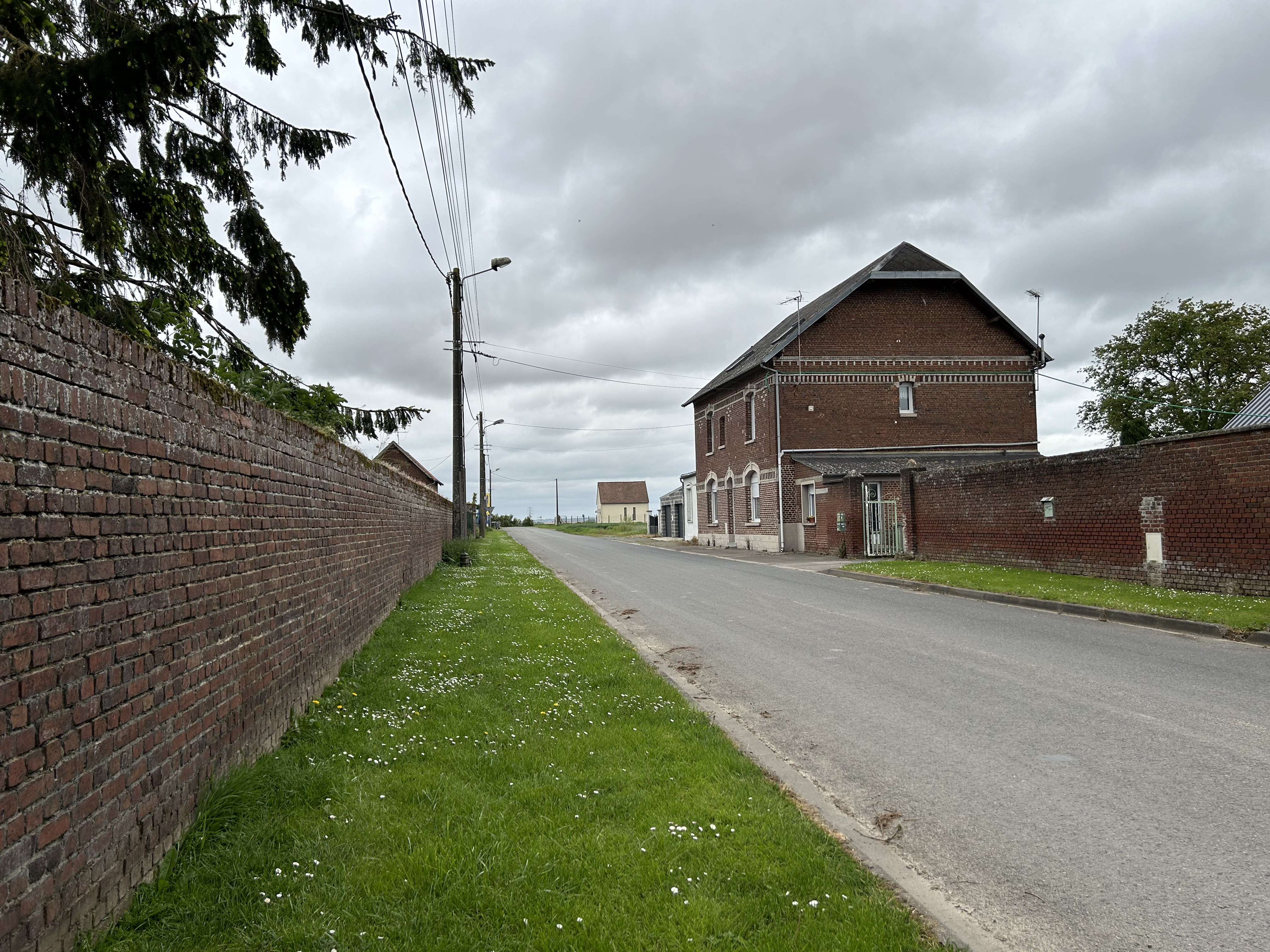
巴尔勒街

### 教育
维莱卡博内勒属于亚眠学区。截至2021年1月1日，维莱卡博内勒境内暂无任何教育机构。

### 医疗
截至2022年1月1日，维莱卡博内勒境内暂无任何医疗机构及相关从业人员。
距离维莱卡博内勒最近的区域性医疗机构为佩罗讷中心医院（Centre Hospitalier de Péronne），其主病区医院位于佩罗讷境内，距离维莱卡博内勒市区的正常车程大约11分钟，该院设有床位115个，是当地规模最大的公立综合性医院。

### 住房
2020年，维莱卡博内勒境内共有各类住房149套，其中87.2%为独立式住宅，12.8%为集中式住宅。常住房屋占维莱卡博内勒市镇范围内居民建筑总量的83.9%。
在住房保障政策方面，2018年，维莱卡博内勒境内共有27户家庭获得了住房经济补助，受益人数占总人口数量的8.9%，其中15份为房租补助。

### 商业
2021年，维莱卡博内勒境内共有各类实体商铺4家，其中餐厅1家、汽车维修店2家。

### 体育
2021年，维莱卡博内勒境内暂无任何公共体育设施。
截至2024年6月，维莱卡博内勒境内暂无任何注册足球俱乐部。

### 环境
维莱卡博内勒的环境事务由其所属的上索姆市镇公共社区联合各级政府协调负责。2021年，维莱卡博内勒境内暂无污染企业。

### 治安
维莱卡博内勒及其附近的共209个市镇是佩罗讷国家宪兵队（zone gendarmerie de Péronne）的管辖范围。2020年，该宪兵队累计记录各类案件3,192起，其中盗窃类案件1,529起，经济类案件324起，毒品交易类案件115起。

## 文化

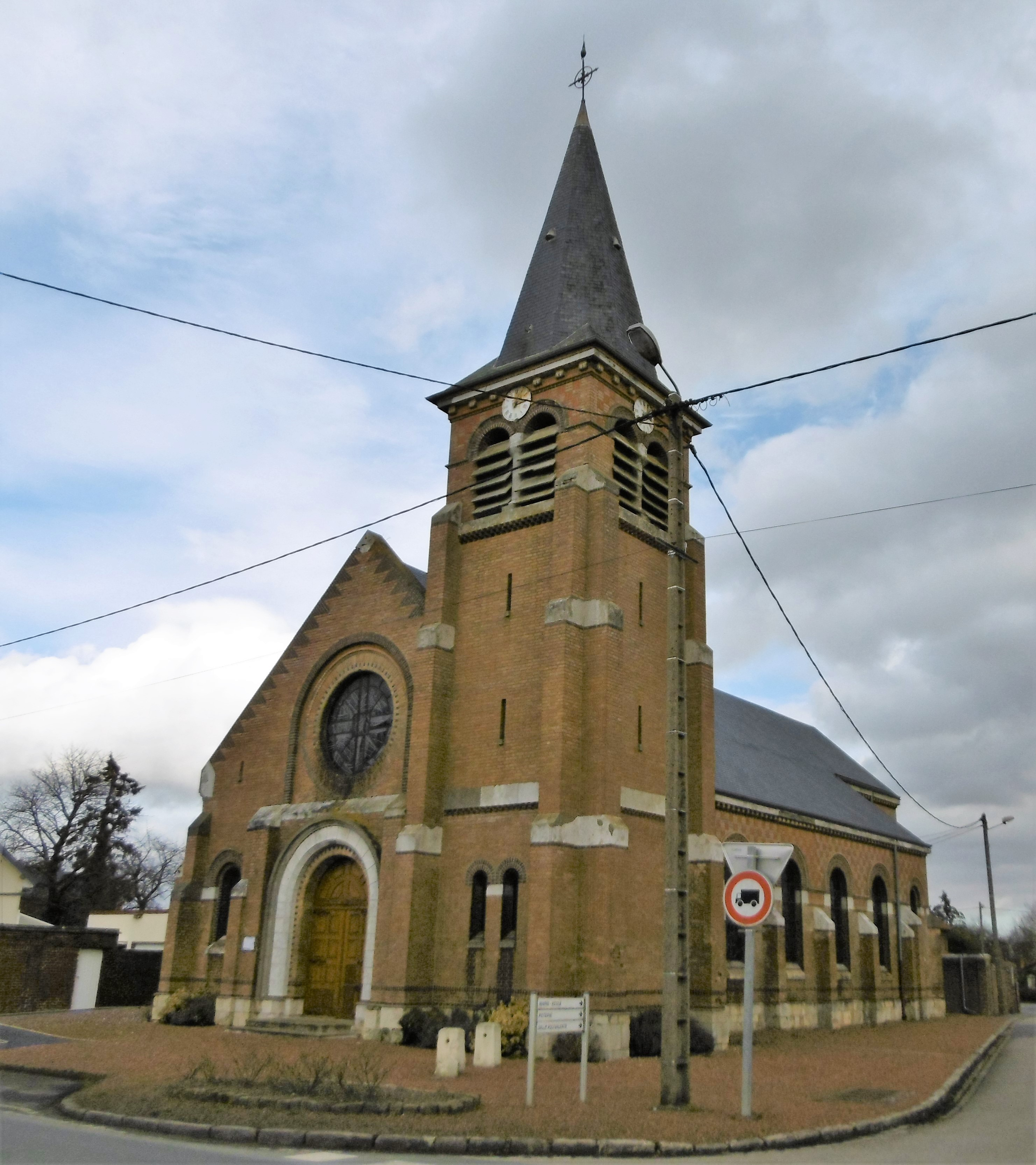
圣康坦教堂

2021年，维莱卡博内勒境内暂无任何文化设施。

### 建筑
维莱卡博内勒境内有多处历史建筑，其中镇中心的圣康坦教堂（Église Saint-Quentin de Villers-Carbonnel）是当地的地标性建筑物。

### 旅游
维莱卡博内勒的旅游事务由其所属的上索姆市镇公共社区联合各级政府协调负责。2023年，维莱卡博内勒境内暂无任何游客接待设施。

### 媒体
法国主要的媒体均可在维莱卡博内勒接收，法国电视三台下属的上法兰西大区频道在部分时段播出维莱卡博内勒所在索姆省的地方新闻。《皮卡第邮报》、《法基尔报》、蓝色法兰西皮卡第广播等为当地主要的地方性媒体。

## 友好城市
截至2024年6月，维莱卡博内勒暂未建立任何友好城市关系。